# Edegem
Edegem (tên keltic:Adingaheim) là một đô thị ở tỉnh Antwerp. Thị trấn này chỉ gồm thị trấn Edegem.  Tại thời điểm ngày 1 tháng 1 năm 2006, Edegem có dân số 21.668 người.  Tổng diện tích là 8,65 km² với mật độ dân số là 2.504 người trên mỗi km².